# Чжан'у
42°22′50″ пн. ш. 122°31′55″ сх. д. / 42.38047° пн. ш. 122.53181° сх. д.
Чжан'у (кит. 彰武县, пін. Zhāngwŭ Xiàn) — один із повітів КНР у складі префектури Фусінь, провінція Ляонін. Адміністративний центр — містечко Чжан'у.

## Географія
Чжан'у у середньому лежить на висоті близько 86 метрів над рівнем моря у західній частині рівнини Сунляо на притоках Ляохе. Західним кордоном повіту слугує річка Жаоян.

### Клімат
Повіт знаходиться у зоні, котра характеризується вологим континентальним кліматом зі спекотним літом. Найтепліший місяць — липень із середньою температурою 24,1 °C. Найхолодніший місяць — січень, із середньою температурою -11,7 °С.
| Клімат повіту Чжан'у    | Клімат повіту Чжан'у | Клімат повіту Чжан'у | Клімат повіту Чжан'у | Клімат повіту Чжан'у | Клімат повіту Чжан'у | Клімат повіту Чжан'у | Клімат повіту Чжан'у | Клімат повіту Чжан'у | Клімат повіту Чжан'у | Клімат повіту Чжан'у | Клімат повіту Чжан'у | Клімат повіту Чжан'у | Клімат повіту Чжан'у |
| Показник                | Січ.                 | Лют.                 | Бер.                 | Квіт.                | Трав.                | Черв.                | Лип.                 | Серп.                | Вер.                 | Жовт.                | Лист.                | Груд.                | Рік                  |
| Середній максимум, °C   | −5,2                 | −0,4                 | 6,9                  | 16,6                 | 23,6                 | 27,7                 | 28,9                 | 28,4                 | 24,2                 | 16,1                 | 4,9                  | −2,9                 | 14,1                 |
| Середня температура, °C | −11,7                | −7                   | 0,5                  | 9,9                  | 17,1                 | 21,8                 | 24,1                 | 23,1                 | 17,3                 | 9,3                  | −1                   | −8,8                 | 7,9                  |
| Середній мінімум, °C    | −17,2                | −12,9                | −5,3                 | 3,5                  | 10,8                 | 16,3                 | 19,9                 | 18,6                 | 11,2                 | 3,4                  | −6,2                 | −14                  | 2,3                  |
| Норма опадів, мм        | 2.4                  | 2.3                  | 11.2                 | 24.8                 | 39.7                 | 83.5                 | 145.1                | 109.2                | 46.4                 | 20.6                 | 10.1                 | 2.5                  | 497.8                |
| Вологість повітря, %    | 54                   | 49                   | 46                   | 49                   | 52                   | 66                   | 79                   | 79                   | 69                   | 60                   | 57                   | 57                   | 59.8                 |
| ----------------------- | -------------------- | -------------------- | -------------------- | -------------------- | -------------------- | -------------------- | -------------------- | -------------------- | -------------------- | -------------------- | -------------------- | -------------------- | -------------------- |
| Джерело: data.cma.cn    |                      |                      |                      |                      |                      |                      |                      |                      |                      |                      |                      |                      |                      |